# Persona Non Grata (альбом Exodus)
Persona Non Grata — одиннадцатый студийный альбом американской трэш-метал-группы Exodus, вышедший 19 ноября 2021 года на лейбле Nuclear Blast. Это их первый студийный альбом после Blood In, Blood Out 2014 года и второй с вокалистом Стивом «Зэтро» Суза, с тех пор как он вернулся в группу в том же году. На этом альбоме также присутствует в качестве приглашённого музыканта бывший гитарист Рик Ханолт, который был участником группы до 2005 года. Ханолт исполняет гитарное соло на самом длинном треке альбома «Lunatic-Liar-Lord».
Планы на одиннадцатый студийный альбом появились ещё в 2016 году, но работа над ним была замедлена из-за графиков гастролей и обязательств гитариста Гэри Холта со Slayer, пока последние не распались в 2019 году. Сессии записи Persona Non Grata проходили с сентября по октябрь 2020 года, а альбом был полностью завершен в январе 2021 года. Изначально альбом был намечен к выпуску летом 2021 года, но он был перенесен на ноябрь из-за того, что у барабанщика Тома Хантинга был диагностирован рак желудка.

## Предыстория
Покинув Exodus в 2004 году на фоне ожесточенной вражды между ним и гитаристом Гэри Холтом, фронтмен Стив «Зэтро» Суза вернулся в группу в июне 2014 года и появился на их десятом студийном альбоме Blood In, Blood Out, выпущенном четыре месяца спустя. Альбом получил положительные отзывы, и группа провела более двух лет гастролей в его поддержку. Когда в июне 2016 года The Age of Metal спросили в интервью, когда Exodus собираются выпустить новый альбом, Суза сказал: «Я ненавижу говорить за всех, потому что один из наших участников [гитарист Гэри Холт] играет в Slayer, что очень важно для нас и для него тоже. И, на самом деле, Гэри является основным автором песен и всегда был таковым в Exodus. И поэтому нам, очевидно, придётся взглянуть на его расписание, но просто поговорив с ним и с Томом, мы все понимаем, что нам нужно продолжать писать новую музыку. И к концу 2017 года будет три года с момента моего возвращения [в группу] и три года с момента выхода Blood In, Blood Out. Так что, я думаю, будет справедливо сказать, что возможно выпустить альбом за такой промежуток времени. И мы всегда могли написать альбом в течение пяти или шести месяцев, иногда даже меньше. Мы знаем, что мы делаем. Мы знаем Exodus. Мы занимаемся этим уже много лет. Это как ездить на велосипеде».
В интервью Metal Wani в мае 2017 года Суза заявил, что примерно в октябре или ноябре Exodus войдут в студию для записи своего одиннадцатого студийного альбома, который выйдет в марте 2018 года. Барабанщик Том Хантинг добавил: «Мы сейчас просто структурируем песни. Я думаю, у нас, наверное, есть пять или шесть песен, и есть задатки для остальных — кусочки тут и там». Суза объяснил, что материал звучит не как продолжение Blood In, Blood Out, и описывал его как «охренеть какой тяжёлый — просто пиздец какой тяжёлый». Создание альбома продолжалось до января 2018 года. Позже Суза сказал, что фанатам придется подождать новый альбом, по крайней мере, до конца 2019 года, в основном из-за участия Холта в прощальном туре Slayer. Затем он сказал, что новый альбом, возможно, выйдет в конце 2019 или начале 2020 года, пообещав, что альбом будет «очень жестоким и очень тяжёлым».
В июне 2020 года Exodus объявили, что они начнут запись своего одиннадцатого альбома в сентябре, предварительная подготовка альбома началась месяцем ранее. В ноябре 2020 года было объявлено, что альбом будет называться Persona Non Grata, и его планируется выпустить следующим летом. В апреле 2021 года, вскоре после того, как барабанщик Том Хантинг сообщил, что у него диагностировали рак, Суза объявил, что выпуск альбома перенесен на ноябрь, в качестве причин он назвал болезнь Хантинга и проблемы с производством виниловых пластинок из-за пандемии COVID-19.
20 августа 2021 года Exodus объявили, что Persona Non Grata будет выпущен 19 ноября, а его главный сингл «The Beatings Will Continue (Until Morale Improves)» был выпущен в тот же день через стриминговые сервисы. 17 сентября 2021 года Exodus выпустили второй сингл с Persona Non Grata под названием «Clickbait». 15 октября 2021 года Exodus выпустили третий сингл под названием «The Years of Death and Dying».

## Список композиций
Слова и музыка всех песен — Гэри Холт, за исключением указанных.
| №                   | Название                                             | Автор(ы)            | Длительность |
| ------------------- | ---------------------------------------------------- | ------------------- | ------------ |
| 1.                  | «Persona Non Grata»                                  |                     | 7:30         |
| 2.                  | «R.E.M.F.»                                           |                     | 4:22         |
| 3.                  | «Slipping into Madness»                              | Ли Элтус, Стив Суза | 5:33         |
| 4.                  | «Elitist»                                            | Холт, Суза          | 3:58         |
| 5.                  | «Prescribing Horror»                                 |                     | 5:09         |
| 6.                  | «The Beatings Will Continue (Until Morale Improves)» |                     | 3:01         |
| 7.                  | «The Years of Death and Dying»                       | Холт, Том Хантинг   | 5:22         |
| 8.                  | «Clickbait»                                          |                     | 4:31         |
| 9.                  | «Cosa del Pantano»                                   |                     | 1:13         |
| 10.                 | «Lunatic-Liar-Lord»                                  |                     | 7:59         |
| 11.                 | «The Fires of Division»                              |                     | 5:23         |
| 12.                 | «Antiseed»                                           |                     | 6:17         |
| Общая длительность: | Общая длительность:                                  | Общая длительность: | 60:18        |

## Участники записи
Exodus
- Стив Суза — вокал
- Гэри Холт — гитара, бэк-вокал
- Ли Элтус — гитара
- Джек Гибсон — бас-гитара
- Том Хантинг — ударные, бэк-вокал

Приглашённые музыканты
- Рик Ханолт — гитарное соло на «Lunatic-Liar-Lord», бэк-вокал
- Коди Суза — бэк-вокал
- Ник Суза — бэк-вокал

## Позиции в чартах
| Чарт (2021)                                   | Наивысшая позиция |
| --------------------------------------------- | ----------------- |
| Великобритания (UK Independent Albums Chart)  | 12                |
| Великобритания (UK Rock & Metal Albums Chart) | 3                 |
| Германия (Offizielle Top 100)                 | 24                |
| Шотландия (Scottish Albums Chart)             | 42                |
| Япония (Billboard Japan)                      | 45                |
| Япония (Oricon)                               | 44                |